# KNM B-1
Le KNM B-1 était un sous-marin norvégien de l’entre-deux-guerres, le premier des six sous-marins de classe B construits. Lancé le 1er août 1922 au chantier naval de Karljohansvern à Horten, il est mis en service dans la marine royale norvégienne le 1er février 1923. Après l’invasion allemande de la Norvège en avril 1940, il a réussi à se rendre en Grande-Bretagne, où il a servi de navire-école jusqu’en avril 1944. En 1946, le navire a été vendu à la ferraille.

## Conception et construction
Après le déclenchement de la Première Guerre mondiale et la saisie du dernier sous-marin de classe A par l’Empire allemand, les Norvégiens ont commencé à chercher d’autres fournisseurs afin d’acquérir davantage de sous-marins. Les chantiers navals britanniques, italiens et américains ont été envisagés. Finalement il a été décidé de faire appel au chantier naval Electric Boat de Groton, situé aux États-Unis, neutres à l’époque, ce qui devait garantir la livraison des navires malgré les hostilités en cours. Le gouvernement norvégien a donc commandé en 1915 six navires du modèle EB 406B (EB 64B), très similaire à la conception des navires américains de classe L, qui devaient être construits au chantier naval national de Horten à partir de pièces détachées fournies par les États-Unis,. Cependant, la guerre sous-marine dans l'Atlantique a provoqué l’arrêt de l’approvisionnement de la Norvège en composants et matériaux américains, et donc de la construction des navires après la pose de la quille. En compensation, le chantier naval a essayé de vendre aux Norvégiens six sous-marins de classe H qui n’avaient pas été pris en compte par la Russie en raison du déclenchement de la révolution russe, mais ils ont été repris par l’US Navy. En conséquence, les navires de classe B ont été achevés bien après la guerre, entrant en service entre 1923 et 1930,.
Le KNM B-1 a été construit au chantier naval de Karljohansvern à Horten,. La quille du navire est posée en 1915 et il est lancé le 1er août 1922,.

## Données techniques
Le B-1 était un sous-marin à simple coque d’une longueur hors tout de 51 mètres, d’une largeur de 5,33 mètres et d’un tirant d'eau de 3,5 mètres,. Le déplacement standard était de 420 tonnes en surface et de 545 tonnes en immersion,. Le navire était propulsé en surface par deux moteurs Diesel Sulzer d’une puissance totale de 900 ch. Sous l’eau, il était propulsé par deux moteurs électriques d’une puissance totale de 700 ch. Les moteurs diesel et électriques étaient fabriqués à Horten,. Deux arbres d'hélice entraînaient deux hélices, fournissant une vitesse de 14,5 nœuds en surface et de 10,5 nœuds en immersion,. Le rayon d'action était de 2900 milles marins à 9 nœuds en surface et de 150 milles marins à 3 nœuds en immersion. La profondeur d’immersion maximale admissible était de 60 mètres.
Le navire était équipé de quatre tubes lance-torpilles de 450 mm avec un approvisionnement total de six torpilles,. L’artillerie se composait d’un canon antiaérien Bofors de 75 mm L/28,.
L’équipage du navire se composait de 23 officiers, officiers mariniers et matelots,.

## Service
Le 1er février 1923, le KNM B-1 est accepté en service dans la marine royale norvégienne,. Le navire, ainsi que ses sister-ships B-2, B-3, B-4, B-5 et B-6, opérait en mer du Nord. 
Au début de la Seconde Guerre mondiale, le navire était obsolète. Le 17 octobre 1939, il avait pour capitaine Christian Fredrik Thestrup Melsom. Au moment de l’attaque allemande sur la Norvège en avril 1940, le navire appartenait à la 3e escadrille de sous-marins et était stationné dans le port de Liland près de Narvik. Dans la seconde quinzaine de mai, le KNM B-1, avec le B-3 et le sous-marin britannique HMS Truant, opérait dans les environs de Harstad puis près de Tromsø. Le 7 juin, le navire quitte Tromsø dans un convoi composé du croiseur lourd britannique HMS Devonshire avec le roi Haakon VII et sa famille à bord, les patrouilleurs norvégiens Fridtjof Nansen et Nordkapp et six navires armés, protégés par les destroyers HMS Veteran et HMS Kelvin et deux chalutiers armés. Le convoi arrive à Rosyth sans encombre le 18 juin 1940.
Le B-1 a ensuite servi dans la 7e Flottille de sous-marins en tant qu’unité d’entraînement pour les forces de lutte anti-sous-marine jusqu’au 24 avril 1944, date à laquelle il a été mis fin à son service,. En 1946, le navire a été vendu à la ferraille,.